# Schizogenius freyi
Schizogenius freyi is een keversoort uit de familie van de loopkevers (Carabidae). De wetenschappelijke naam van de soort werd voor het eerst geldig gepubliceerd in 1983 door Martin Baehr.